# Kosarze Słowenii
Kosarze Słowenii – ogół taksonów pajęczaków z rzędu kosarzy (Opiliones), których występowanie stwierdzono na terenie Słowenii.
Według checklisty Tone Novaka, Saški Lipovšek Delakordy i Ljuby Slany Novak do 2006 roku z terenu Słowenii wykazano 63 gatunki kosarzy z 32 rodzajów i 9 rodzin:

## Podrząd:Cyphophthalmi

### Sironidae
- Cyphophthalmus duricorius
- Siro sp. – nieoznaczony gatunek

## Podrząd:Eupnoi

### Phalangiidae
- Amilenus aurantiacus
- Dasylobus graniferus
- Dicranopalpus gasteinensis
- Egaenus convexus
- Gyas annulatus
- Gyas titanus
- Lacinius dentiger
- Lacinius ephippiatus
- Lacinius horridus
- Lophopilio palpinalis
- Megabunus armatus
- Metaphalangium cirtanum
- Metaplatybunus carneluttii
- Mitopus glacialis
- Mitopus morio
- Odiellus spinosus
- Oligolophus tridens
- Opilio canestrinii – przypuszczalnie gatunek zawleczony w latach 70' XX wieku
- Opilio dinaricus
- Opilio parietinus – kosarz ścienny
- Opilio ruzickai
- Opilio saxatilis
- Opilio transversalis
- Phalangium opilio – kosarz pospolity
- Platybunus bucephalus
- Rilaena triangularis

### Sclerosomatidae
- Astrobunus helleri
- Astrobunus laevipes
- Leiobunum limbatum – łabuń długonogi
- Leiobunum roseum
- Leiobunum rotundum
- Leiobunum rupestre
- Leiobunum subalpinum
- Leiobunum tisciae
- Nelima doriae
- Nelima narcisi
- Nelima sempronii

## Podrząd:Dyspnoi

### Nemastomatidae
- Carinostoma carinatum
- Histricostoma dentipalpe
- Mitostoma chrysomelas
- Mitostoma alpinum
- Nemastoma triste
- Nemastoma bidentatum – w trzech podgatunkach
- Nemastoma dentigerum
- Paranemastoma bicuspidatum
- Paranemastoma quadripunctatum

### Dicranolasmatidae
- Dicranolasma scabrum

### Trogulidae
- Anelasmocephalus hadzii
- Trogulus cisalpinus
- Trogulus closanicus
- Trogulus falcipenis
- Trogulus nepaeformis
- Trogulus tingiformis
- trzy inne nieoznaczone gatunki z rodzaju Trogulus

### Ischyropsalididae
- Ischyropsalis hadzii
- Ischyropsalis hellwigii
- Ischyropsalis kollari
- Ischyropsalis muellneri

## Podrząd:Laniatores

### Cladonychiidae
- Holoscotolemon unicolor

### Phalangodidae
- Scotolemon doriae